# آني فالكونر
كانت السفينة آني فالكونر عبارة عن سفينة شراعية ذات ساريتين غرقت في بحيرة أونتاريو في نوفمبر 1904. كانت السفينة فالكونر محملة بالفحم الناعم ليتم تسليمها إلى بيكتون .  